# 【新釈】走れメロス 他四篇
『【新釈】走れメロス 他四篇』（しんしゃく はしれメロス ほかよんへん）は、森見登美彦による短編小説集。

## 概要
『走れメロス』をはじめとする近代日本文学の名作5作品を、舞台を現在の京都に置き換え、森見により新釈（パロディ化）された短編小説集。本作は森見から「四男」と呼ばれている。
『小説NON』（祥伝社）2005年10月号から2007年3月号まで掲載された5篇の短編小説を収録し、2007年3月13日に同社より単行本が刊行された。2009年10月15日には祥伝社文庫版が、2015年8月25日には巻末に千野帽子の解説が収録された角川文庫版が刊行された。。
2012年に収録作の「走れメロス」が舞台化され、2016年に再演されている。

## 制作背景
担当編集から近代文学の換骨奪胎（先人が残した詩や文章の発想や形式を利用して、自分独自の作品を作り上げること）のアイディアを提案され森見は本作を執筆しており、初めに「山月記」と「走れメロス」の採用を思いつき、ほかの作品については連載中に担当編集と相談しながら選定している。
「藪の中」がシリアスに仕上がったことの照れくささの反動から、次の「走れメロス」を思いっきり馬鹿馬鹿しく書くことができた森見は、その次の「桜の森の満開の下」ではしっとりとした世界を描きバランスをとり、最後に「百物語」で変化球を持ってくる勇気が出た。この経験から森見はライブ感が作品の行方を左右ことを実感し、もしも「薮の中」が馬鹿馬鹿しい作品に仕上がっていたら、その後の作品選択も変わっていたかもしれないと振り返っている。

## あらすじ
山月記
原典は中島敦の『山月記』。アパートにこもり、ひたすら小説を書き続ける大学生・斎藤秀太郎の話。
藪の中
原典は芥川龍之介の『藪の中』。文化祭の映画制作にまつわる話。
走れメロス
原典は太宰治の『走れメロス』。原典をかなりの部分でパロディー化し、京都大学の詭弁論部に所属する阿呆大学生・芽野の話に落とし込んでいる。
桜の森の満開の下
原典は坂口安吾の『桜の森の満開の下』。恋人の女性を書くことで人気小説家となった男が、小説への情熱と彼女への愛情を失うに至る話。
百物語
原典は森鷗外の『百物語』。既出の登場人物がほとんど登場する話。主人公は森見登美彦自身という設定。作者が主人公という構成は原典と同じ。

## 登場人物
- 山月記
  - 斎藤秀太郎 - 小説を書き続ける大学生
  - 夏目孝弘 - 京都府警川端署の若い巡査
  - 永田 - 理学部大学院の男
- 藪の中
  - 鵜山徹 - 映画「屋上」の監督
  - 長谷川菜穂子 - 鵜山の恋人・ 映画「屋上」の主演女優
  - 渡邊真一 - 長谷川の元恋人・ 映画「屋上」の主演男優
- 走れメロス
  - 芽野史郎 - 詭弁論部の一員
  - 芹名雄一 - 詭弁論部の一員
  - 須磨さん - 詭弁論部の新人部員
  - 図書館警察の長官
- 桜の森の満開の下
  - 男 - 小説家志望の大学生
  - 女 - 男の交際相手
  - 斎藤秀太郎 - 男が尊敬する大学の先輩
- 百物語
  - 私 / 森見登美彦 - 語学研修帰りの大学生
  - F君 - 私の友人
  - 斎藤秀太郎 - 学生・百物語の参加者
  - 永田 - 学生・百物語の参加者
  - 鵜山徹 - 学生・百物語の参加者
  - 鹿島 - 百物語の主催者、学生劇団主宰

## 書誌情報
- 単行本：祥伝社、2007年3月13日発売[3]、ISBN 978-4-39-663279-3
- 文庫本：祥伝社文庫、2009年10月15日発売 [4]、ISBN 978-4-39-633533-5
- 文庫本：角川文庫、2015年8月25日発売 [5]、ISBN 978-4-04-103369-2（イラスト：中村佑介）

| タイトル         | 初出                    | 原典                         |
| ---------------- | ----------------------- | ---------------------------- |
| 山月記           | 『小説NON』2005年10月号 | 中島敦「山月記」             |
| 藪の中           | 『小説NON』2006年03月号 | 芥川龍之介「藪の中」         |
| 走れメロス       | 『小説NON』2006年07月号 | 太宰治「走れメロス」         |
| 桜の森の満開の下 | 『小説NON』2006年11月号 | 坂口安吾「桜の森の満開の下」 |
| 百物語           | 『小説NON』2007年03月号 | 森鷗外「百物語」             |

## 舞台
2012年12月から2013年2月に、アトリエ・ダンカンのプロデュースで収録作の「新釈 走れメロス」を原作として『青春音楽活劇「詭弁・走れメロス」』のタイトルで上演された。2016年4月から5月には、一部新キャストで再演されている。

### キャスト（舞台）
- 芽野史郎 - 武田航平[10]
- 須磨 - 新垣里沙[10]
- 芹名雄一 - 山下翔央（2012年）、中村優一（2016年）[10]
- 詭弁論部 - 荒谷清水
- 詭弁論部 - 小手伸也
- 詭弁論部 - 小林至
- 自転車にこやか整理軍 - 高木俊
- 自転車にこやか整理軍 - 上田悠介
- 図書館警察長官 - 市川しんぺー

### スタッフ（舞台）
- 原作 - 森見登美彦「新釈 走れメロス」[10]
- 演出・脚本 - 松村武（カムカムミニキーナ）[10]
- 振付 - 小野寺修二（カンパニーデラシネラ）[10]
- 音楽 - 土屋玲子
- ステージング - 小野寺修二
- 美術 - 中根聡子
- 照明 - 林之弘
- 音響 - 水木邦人
- 衣装 - 牧野純子
- ヘアメイク - 木村久美
- 演出助手 - 石内詠子
- 舞台監督 - 佐川明紀
- アシスタントプロデューサー - 蓬田恵美子
- プロデューサー - 池田道彦
- 企画・製作 - アトリエ・ダンカン

### 公演日程（舞台）
| 2013年 公演 青春音楽活劇「詭弁・走れメロス」 | 2013年 公演 青春音楽活劇「詭弁・走れメロス」 | 2013年 公演 青春音楽活劇「詭弁・走れメロス」 | 2013年 公演 青春音楽活劇「詭弁・走れメロス」 | 2013年 公演 青春音楽活劇「詭弁・走れメロス」 | 2013年 公演 青春音楽活劇「詭弁・走れメロス」 |
| 公演日                                       | 昼の部                                       | 夜の部                                       | 開催都市                                     | 劇場                                         | 備考                                         |
| -------------------------------------------- | -------------------------------------------- | -------------------------------------------- | -------------------------------------------- | -------------------------------------------- | -------------------------------------------- |
| 2012年12月27日                               | -                                            | 19:00                                        | 横浜                                         | KAAT神奈川芸術劇場 大スタジオ                | プレビュー公演                               |
| 12月28日                                     | 14:00                                        | -                                            | 横浜                                         | KAAT神奈川芸術劇場 大スタジオ                | プレビュー公演                               |
| 2013年01月04日                               | 14:00                                        | 19:00                                        | 東京                                         | 博品館劇場                                   | 本公演                                       |
| 1月04日                                      | -                                            | 19:00                                        | 東京                                         | 博品館劇場                                   | 本公演                                       |
| 1月05日                                      | 14:00                                        | 19:00                                        | 東京                                         | 博品館劇場                                   | 本公演                                       |
| 1月06日                                      | 14:00                                        | -                                            | 東京                                         | 博品館劇場                                   | 本公演                                       |
| 1月07日                                      | -                                            | 19:00                                        | 東京                                         | 博品館劇場                                   | 本公演                                       |
| 1月08日                                      | -                                            | 19:00                                        | 東京                                         | 博品館劇場                                   | 本公演                                       |
| 1月09日                                      | 14:00                                        | 19:00                                        | 東京                                         | 博品館劇場                                   | 本公演                                       |
| 1月11日                                      | -                                            | 19:00                                        | 東京                                         | 博品館劇場                                   | 本公演                                       |
| 1月12日                                      | 14:00                                        | 19:00                                        | 東京                                         | 博品館劇場                                   | 本公演                                       |
| 1月13日                                      | 14:00                                        | 19:00                                        | 東京                                         | 博品館劇場                                   | 本公演                                       |
| 1月14日                                      | 14:00                                        | -                                            | 東京                                         | 博品館劇場                                   | 本公演                                       |
| 1月15日                                      | -                                            | 19:00                                        | 東京                                         | 博品館劇場                                   | 本公演                                       |
| 1月16日                                      | 14:00                                        | 19:00                                        | 東京                                         | 博品館劇場                                   | 本公演                                       |
| 1月17日                                      | 14:00                                        | -                                            | 東京                                         | 博品館劇場                                   | 本公演                                       |
| 2月02日                                      | -                                            | 18:00                                        | 大阪                                         | サンケイホールブリーゼ                       | 本公演                                       |

| 2016年 公演 青春音楽活劇「詭弁・走れメロス」【再演】 | 2016年 公演 青春音楽活劇「詭弁・走れメロス」【再演】 | 2016年 公演 青春音楽活劇「詭弁・走れメロス」【再演】 | 2016年 公演 青春音楽活劇「詭弁・走れメロス」【再演】 | 2016年 公演 青春音楽活劇「詭弁・走れメロス」【再演】 | 2016年 公演 青春音楽活劇「詭弁・走れメロス」【再演】 |
| 公演日                                               | 昼の部                                               | 夜の部                                               | 開催都市                                             | 劇場                                                 |                                                      |
| ---------------------------------------------------- | ---------------------------------------------------- | ---------------------------------------------------- | ---------------------------------------------------- | ---------------------------------------------------- | ---------------------------------------------------- |
| 2016年4月29日                                        | -                                                    | 17:00                                                | 東京                                                 | 新宿シアターサンモール                               |                                                      |
| 4月30日                                              | 13:00                                                | 17:00                                                | 東京                                                 | 新宿シアターサンモール                               |                                                      |
| 5月01日                                              | 14:00                                                | -                                                    | 東京                                                 | 新宿シアターサンモール                               |                                                      |
| 5月02日                                              | -                                                    | 19:00                                                | 東京                                                 | 新宿シアターサンモール                               |                                                      |
| 5月03日                                              | -                                                    | 17:00                                                | 東京                                                 | 新宿シアターサンモール                               |                                                      |
| 5月04日                                              | 13:00                                                | 17:00                                                | 東京                                                 | 新宿シアターサンモール                               |                                                      |
| 5月05日                                              | 14:00                                                | -                                                    | 東京                                                 | 新宿シアターサンモール                               |                                                      |
| 5月06日                                              | -                                                    | 19:00                                                | 東京                                                 | 新宿シアターサンモール                               |                                                      |
| 5月07日                                              | 13:00                                                | 17:00                                                | 東京                                                 | 新宿シアターサンモール                               |                                                      |
| 5月08日                                              | 14:00                                                | -                                                    | 東京                                                 | 新宿シアターサンモール                               |                                                      |
| 5月14日                                              | 13:00                                                | 17:30                                                | 京都                                                 | 京都劇場                                             |                                                      |

## オーディオブック
2019年8月31日よりオトバンクからオーディオブックが配信されている。

### キャスト（オーディオブック）
- 山月記
  - 語り - 岩崎了
  - 斎藤秀太郎 - 土田玲央
  - 永田 - 濱野大輝
  - 巡査 - 井上悟
  - 巡査長 - 鵜澤宏明
- 藪の中
  - 映画サークルの後輩 - 井上悟
  - 斎藤秀太郎 - 土田玲央
  - 監督を崇拝する後輩 - 桜木信也
  - 主演女優の友人 - 青山吉能
  - 男優・渡邊真一 - 長屋和彰
  - 女優・長谷川菜穂子 - 辰まなみ
  - 監督・鵜山徹 - 佐藤元
- 走れメロス
  - 語り - 濱野大輝
  - 芽野史郎 - 青木誠
  - 芹名雄一 - 井上悟
  - 図書館警察長官 - 岩崎了
  - 須磨さん - 青山吉能
- 桜の森の満開の下
  - 語り - 井上悟
  - 男 - 三上遊太
  - 女 - 青山吉能
  - 斎藤秀太郎 - 土田玲央
- 百物語
  - 語り - 桜木信也
  - Ｆ君 - 鵜澤宏明
  - 斎藤秀太郎 - 土田玲央
  - 永田 - 濱野大輝
  - 芽野史郎 - 青木誠
  - 鵜山徹 - 佐藤元
  - 鹿島 - 岩崎了